# Брюн, Сергей Павлович
Сергей Павлович Брюн (род. 5 мая 1986, Москва, РСФСР) — российский историк, музейный сотрудник, куратор выставочных проектов, публицист, радиоведущий.  Генеральный директор Новгородского государственного объединённого музея-заповедника.

## Биография
Родился 5 мая 1986 года в Москве. Отец — Павел Владимирович Брюн, российский сценический режиссёр, хореограф, арт-директор нескольких шоу Cirque du Soleil, Dragone, соавтор шоу Селин Дион A New Day; мать — Ирина Николаевна Хугаева (урождённая Ишкова), методист ГИТИСа.
Потомок древнего провансальского дворянского рода Брюн-де-Сент-Ипполит. Прямой потомок генерал-майора Франца Яковлевича Брюн-де-Сент-Ипполита, праправнук Валентина Анатольевича Брюн-де-Сент-Ипполита, тайного советника и 15-го директора Департамента полиции Российской империи.
В 2004 году поступил на актёрский факультет школы-студии МХАТ, на курс А. Г. Гуськова и М. А. Лобанова, который окончил в 2008 году.
За годы актёрской карьеры сыграл в 13 российских фильмах и сериалах, в том числе Лариосика в сериале «Белая гвардия», Лёшу Гусева (Лару Конти) в х/ф «Весельчаки», историка-медиевиста Алексея Виноградова в сериале «Алиби».
В 2008—2012 годах учился в аспирантуре Института культурологии Государственного Академического Университета Гуманитарных наук при РАН. В 2018—2022 годах — соискатель на кафедре истории Церкви исторического факультета МГУ.
В октябре 2012 году начал работу в качестве лектора и экскурсовода в созданном Михаилом Абрамовым Музее русской иконы в Москве. С 2014 года научный сотрудник Музея русской иконы; в 2016—2017 годах также отвечал за отдел внешних связей музея.
В 2017—2018 годах научный сотрудник и педагог в Институте Святого Фомы в Москве.
С 2018 года экскурсовод в Музеях Московского Кремля. С 2020 года научный сотрудник НХО «Оружейная палата» Музеев Московского Кремля. В 2022—2023 гг. заведующий экскурсионно-методическим отделом Музеев Московского Кремля.
Автор и куратор (совместно с Жаном-Франсуа Тири) выставки-фотоконкурса «Воскресение христианского Востока», первого выставочного проекта Музея Римско-католической Архиепархии Божьей Матери в Москве. Проект был посвящен возрождению христианских общин в Сирии после острой фазы гражданской войны (2014—2022 гг.). Выставка проходила с 24 апреля по 12 июня 2022 года в московском кафедральном соборе Непорочного Зачатия Пресвятой Девы Марии.
Автор и куратор выставки «Небесное воинство. Образ и почитание» в Музеях Московского Кремля (со-куратор — М. В. Вилкова). Выставка, посвященная образу святых воинов в русском искусстве от домонгольского времени до XX века, проходила с 17 марта по 20 августа 2023 года в Одностолпной палате Патриаршего дворца и выставочном зале Успенской звонницы.
Автор концепции выставки «Русский Феникс. Суздальская земля», совместного проекта Музеев Московского Кремля и Государственного Владимиро-Суздальского музея-заповедника, посвященного 1000-летию Суздаля. Выставка откроется 12 июня 2024 года в Суздальском Кремле.
С 2012 года публикуется в российских и международных научных периодических журналах. Автор двухтомной монографии, автор-составитель и ответственный редактор трех коллективных изданий, более сорока научных публикаций.
С 2018 года член редакционного совета российского научного журнала «Исторический Вестник».
В 2022 году начал работу на Радио Россия (ВГТРК). Автор и ведущий программ «Россия: обстоятельства времени» (с апреля 2022 г.), «Слово и смысл. Религии мира» (с июля 2023 г.), «Позиция» (с сентября 2023 г.).
Автор ряда научных и научно-популярных лекционных циклов для Центра по изучению истории религии и Церкви Института всеобщей истории РАН, Культурного центра «Покровские ворота», лектория АНТИПА и других платформ.
2 октября 2023 года вступил в должность генерального директора Новгородского государственного объединённого музея-заповедника.

### Индивидуальные монографии
- Брюн С. П. Ромеи и франки в Антиохии, Сирии и Киликии XI—XIII вв. К истории соприкосновения латинских и византийских христиан на рубежах Востока. Том I—II. — М.: Маска, 2015.

### Коллективные монографии, каталоги выставок и специальные выпуски журналов (в качестве ответственного редактора и автора-составителя)
- Брюн С. П., ред.-сост. Война. Крестовые походы. Идентичность // Исторический Вестник. — 2020. — Том 31.
- Брюн С. П., ред.-сост. Нормандцы. Миграция и трансформация // Исторический Вестник. — 2022. — Том 40.
- Брюн С. П., Вилкова М. В. ред-сост. Небесное воинство: образ и почитание. Каталог выставки. — М.: Музеи Московского Кремля, 2023.

### Научные статьи
- Preserving Christian Cultural Heritage in the Middle East. Problems and concerns posed by the «Arab Spring» // Проблемы изучения и сохранения культурного наследия и традиций. — Рига: Международная Балтийская Академия, 2012.
- Потомки Ярослава — государи крестоносцев // Родина. — М.: 2012. — № 12.
- Забытая трагедия Принцессы Грезы // Театр. Живопись. Кино. Музыка. Альманах. — 2012. — № 4.
- Лики далеких святых // Наука и религия. — 2013. — № 2.
- Byzantine icons on the coins of a Norman ruler of Antioch. Latin reception of Byzantine iconography at the dawn of the Crusades // Культура и цивилизация. — 2013. — № 1-2.
- Власть и общественное положение франкской женщины на Латинском Востоке // Диалог со временем. — 2013. — № 43.
- Просветители славян у престола Св. Петра // В начале было слово. Посвящается 1150-летию моравской миссии святых Кирилла и Мефодия. — М.-СПб., 2013.
- Gli apostoli degli slavi e la Sede di San Pietro // La Nuova Europa. — 2013. — № 4.
- Византийские иконы на монетах нормандского правителя сирийской Антиохии. Опыт рецепции византийской иконографии на заре крестовых походов // Церковь и время. — 2013. — № 3 (64).
- Зарождение коммуны во франкской Антиохии. Опыт коллективной самоидентификации на Латинском Востоке // Церковь и время. — 2013. — № 4 (65).
- Giorgio di Antiochia e Teodosio di Villehardouin // La Nuova Europa. — 2013. — № 6.
- Константин I Равноапостольный — восприятие личности и создание «образа» в свете христианского отношения к истории // Страницы. Библейско-богословский институт св. Апостола Андрея Первозванного. — 2013. — № 4.
- Христианское искусство Эфиопии // Музей русской иконы. История коллекции. Художественные памятники. — Москва, 2014.
- Siria, antico paese cristiano // La Nuova Europa. — 2014. — № 2.
- Восточный престол князя Апостолов. Почитание св. Петра в Антиохии в эпоху франкского правления (1098—1268 гг.) // Страницы. Библейско-богословский институт св. Апостола Андрея Первозванного. — 2014. — № 2.
- Дети пред окном в Горний мир // Русское искусство. — 2015. — № 1.
- От гор Тыграя и истоков Голубого Нила. Памятники христианского искусства Эфиопии в Музее русской иконы // Русское искусство. — 2016. — № 1.
- An Eastern Church amidst the struggles of Rome and Constantinople: The Patriarchate of Antioch during the Crusades // The Wheel. — 2016. -№ 5.
- Восточная Церковь меж Римом и Константинополем. Православный Патриархат Антиохии в эпоху крестовых походов // Страницы. Библейско-богословский институт св. Апостола Андрея Первозванного. — 2016. — № 1.
- Kythira’s Byzantine Heritage: The Church of St. Demetrius in Pourko // The Wheel. — 2016. — № 7.
- Архангелы Михаил и Гавриил. Последняя треть XV в. — ок. 1500 г. Крит // Новые открытия русской иконописи. К 10-летию Музея русской иконы. — М.: Музей русской иконы, 2016.
- Исчезнувшие храмы Антиохии Великой. Опыт реконструкции памятника по письменным свидетельствам // Панорама искусства. — 2017. — № 1.
- Церкви Востока пред крестоносным правителем Заморской земли: князь Боэмунд IV Одноглазый и христиане Леванта // Исторический Вестник. — 2017. — Том 20.
- Два патриарших диалога. Вера, обряд и идентичность в византийской церковной полемике XI—XII вв. // Страницы. Библейско-богословский институт св. Апостола Андрея Первозванного. — 2018. — № 22:1.
- Халкидонское Православие в королевстве Армения. Церковная иерархия, знать и общины ромеев и армян-халкидонитов в Киликии XII—XIV вв. // Вестник церковной истории. — 2018. — № 3/4 (51/52).
- Chalcedonian Orthodoxy in the Kingdom of Armenia. The Church, Aristocracy and Communities of the Byzantines and Chalcedonian-Armenians in 12th-14th century Cilicia // Yerevan. — 2018. -ԲԱՆԲԵՐ ՀԱՅԱԳԻՏՈՒԹՅԱՆ. Review of Armenian Studies. Вестник Арменоведения. — 2018. — № 3.
- Амхарский узел. Наследие Востока и Запада в литургическом искусстве Эфиопии // Дары. Альманах современной христианской культуры. — 2019. — № 5.
- Вместо предисловия // «Война. Крестовые походы. Идентичность». Исторический Вестник. — 2020. — Том 31.
- Факторы идентичности и конфликты самоопределения в войнах Антиохии и Армении // «Война. Крестовые походы. Идентичность». Исторический Вестник. — 2020. — Том 31.
- Николай II Студит — «Константинопольский» Патриарх Антиохии в исторической памяти сирийских христиан // Ломоносовские чтения. Востоковедение и Африканистика. Тезисы докладов научных конференций. — М.: МГУ им. Ломоносова, 2020.
- Ещё раз о тканях в византийском храмовом пространстве. Новый взгляд в свете арабо-христианского источника // Россия. Грузия. Христианский Восток. Сборник статей по материалам VII Научных чтений, посвященных памяти Давида Ильича Арсенишвили. -Центральный музей древнерусской культуры и искусства имени Андрея Рублева. Том XVIII. М.: 2020.
- Межхристианские богослужения в придворном церемониале королей Армении // Актуальные вопросы изучения христианского наследия Востока. Материалы международной конференции (Сергиев Посад, 22 ноября 2018 г.) / отв. ред. диак. С. Пантелеев. — Сергиев Посад: МДА, 2020.
- Мелькитская элита сиро-палестинского региона XII—XIII вв.: сановники, бюргеры, врачи и философы из числа «греков и сириан» в государствах крестоносцев // Ломоносовские чтения. Востоковедение и Африканистика. Тезисы докладов научных конференций. — М.: МГУ им. Ломоносова, 2021.
- Greeks and Latins During the Crusades and the Question of Colonialism: Review of Demacopoulos Colonizing Christianity // The Wheel. — 2021. — Issue 25.
- Феодосий III Хрисоверг и Илия Пророк: отражение почитания в византийской сфрагистике // Актуальные вопросы изучения христианского наследия Востока. Материалы международной конференции / отв. ред. диак. С. Пантелеев. — Сергиев Посад: МДА, 2021.
- Регалии королей Армении: знаки власти киликийских монархов в контексте памятников нумизматики и книжной миниатюры // Россия. Грузия. Христианский Восток. Сборник статей по материалам VIII Научных чтений, посвященных памяти Давида Ильича Арсенишвили. — Центральный музей древнерусской культуры и искусства имени Андрея Рублева. М.: 2021.
- Франки «Заморской земли» и их западные собратья: история конфликта на примере римской экспансии в княжестве Антиохийском и графстве Триполи (1230—1280-е гг.) // Исторический Вестник. — 2021. — Том 38.
- Вместо предисловия. Нормандцы на острие латинского движения на Восток // Исторический вестник. — 2022. — Том 40.
- Экспансия и угасание нормандского господства: княжество Антиохийское как зеркало триумфа и кризиса нормандской государственности // Исторический вестник. — 2022. — Том 40.
- Рауль Канский. Деяния Танкреда (Главы 140—157). Перевод и комментарий // Исторический Вестник. — 2022. — Том 40.
- Меч (Кат. № 45) // Небесное воинство. Образ и почитание. Каталог выставки. — М.: Музеи Московского Кремля. — 2023.
- Армянская митра (сагавард) из Музеев Московского Кремля. Памятник в контексте истории богослужебных головных уборов христианского Востока // Материалы и исследования. — 2022. — Выпуск 33.
- «Рипида» или «лучезарный крест»: к переатрибуции четырёх армянских памятников в собрании Музеев Московского Кремля // Атрибуционный бюллетень Музеев Московского Кремля. — 2022. — Выпуск 3.

### Избранные переводы
- Канон и диалог. Византийская традиция сквозь века. Canon and dialogue. Byzantine tradition through the ages. — Praha, 2015.
- Музей русской иконы. История коллекции. Художественные памятники. — Москва, 2014.
- Epstein A. D. Persistence and Consistency. Menachem Begin and Israeli Diplomacy in the Hostile Environment of the United Nations. — Jerusalem, 2022.
- Epstein A. D., Birina S. Kenda and Jacob Bar-Gera and their Unique Collection. The Untold Story of Passion for Art and Dedication to Building Bridges. — Jerusalem, 2022.